# 泡泡叶杜鹃
泡泡叶杜鹃（学名：Rhododendron edgeworthii）为杜鹃花科杜鹃花属下的一个种。

## 扩展阅读
- 維基物種上的相關：泡泡叶杜鹃